# Camarneira
Camarneira é uma povoação portuguesa do Município de Cantanhede que foi sede da extinta Freguesia de Camarneira, freguesia que tinha 7,88 km² de área e 824 habitantes (2011), e, por isso, uma densidade populacional de 104,6 hab./km².
A Freguesia de Camarneira foi criada em 9 de julho de 1993, por desanexação da vizinha Freguesia dos Covões, mas foi extinta em 2013, no âmbito de uma reforma administrativa nacional, tendo sido agregada de novo à Freguesia de Covões, para formar uma nova freguesia denominada União das Freguesias de Covões e Camarneira com a sede em Covões.
A povoação fica localizada no centro-norte do município distando oito quilómetros da cidade de Cantanhede. A freguesia era composta por nove lugares: Camarneira, Carvalheira, Lontro, Areia da Camarneira, Quinta da Camarneira, Quinta do Cedro, Quinta da Alegria, Campanas e Fonte Errada. O orago e Nossa Senhora dos Milagres.

## População
| População da freguesia de Camarneira | População da freguesia de Camarneira | População da freguesia de Camarneira | População da freguesia de Camarneira | População da freguesia de Camarneira | População da freguesia de Camarneira | População da freguesia de Camarneira | População da freguesia de Camarneira | População da freguesia de Camarneira | População da freguesia de Camarneira | População da freguesia de Camarneira | População da freguesia de Camarneira | População da freguesia de Camarneira | População da freguesia de Camarneira | População da freguesia de Camarneira |
| ------------------------------------ | ------------------------------------ | ------------------------------------ | ------------------------------------ | ------------------------------------ | ------------------------------------ | ------------------------------------ | ------------------------------------ | ------------------------------------ | ------------------------------------ | ------------------------------------ | ------------------------------------ | ------------------------------------ | ------------------------------------ | ------------------------------------ |
| 1864                                 | 1878                                 | 1890                                 | 1900                                 | 1911                                 | 1920                                 | 1930                                 | 1940                                 | 1950                                 | 1960                                 | 1970                                 | 1981                                 | 1991                                 | 2001                                 | 2011                                 |
|                                      |                                      |                                      |                                      |                                      |                                      |                                      |                                      |                                      |                                      |                                      |                                      |                                      | 870                                  | 824                                  |

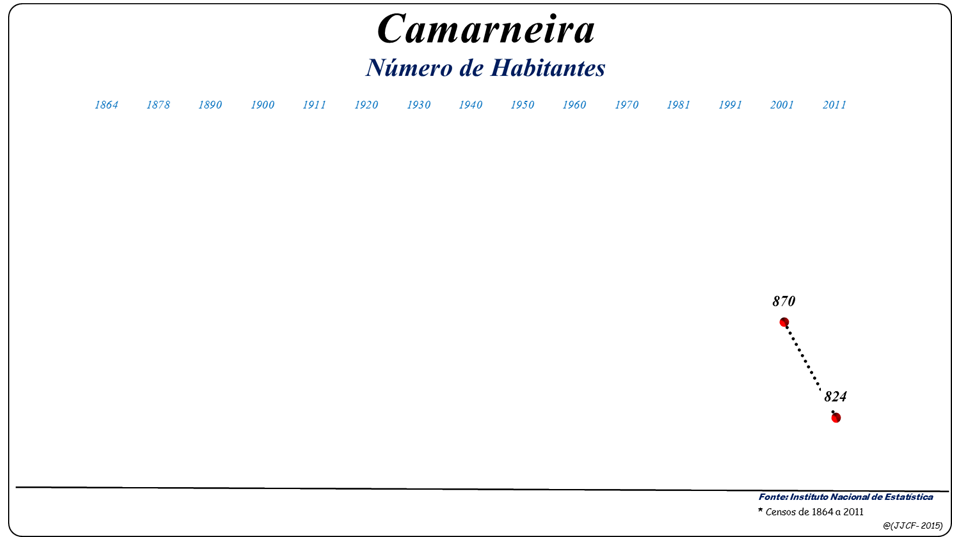
Evolução da População (1864 / 2011)

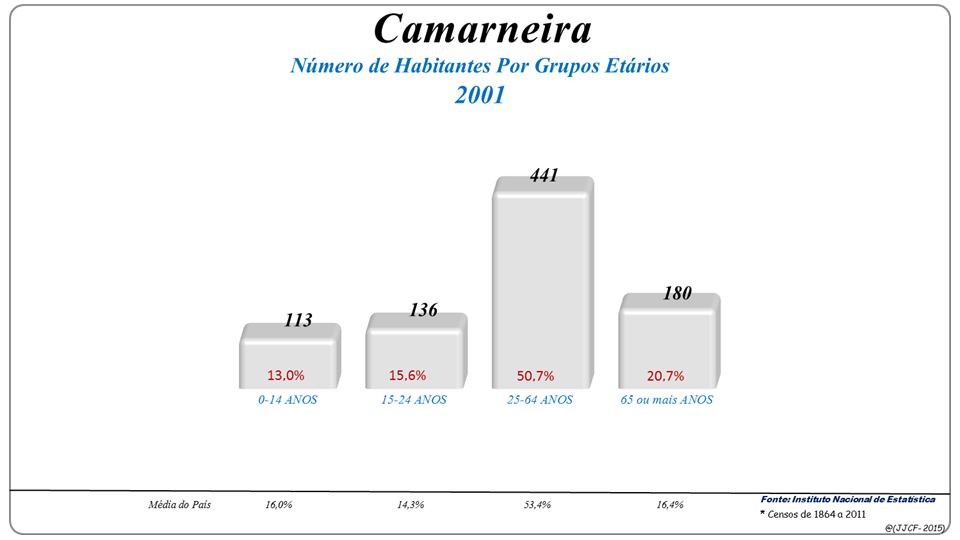
Grupos Etários (2001 e 2011)

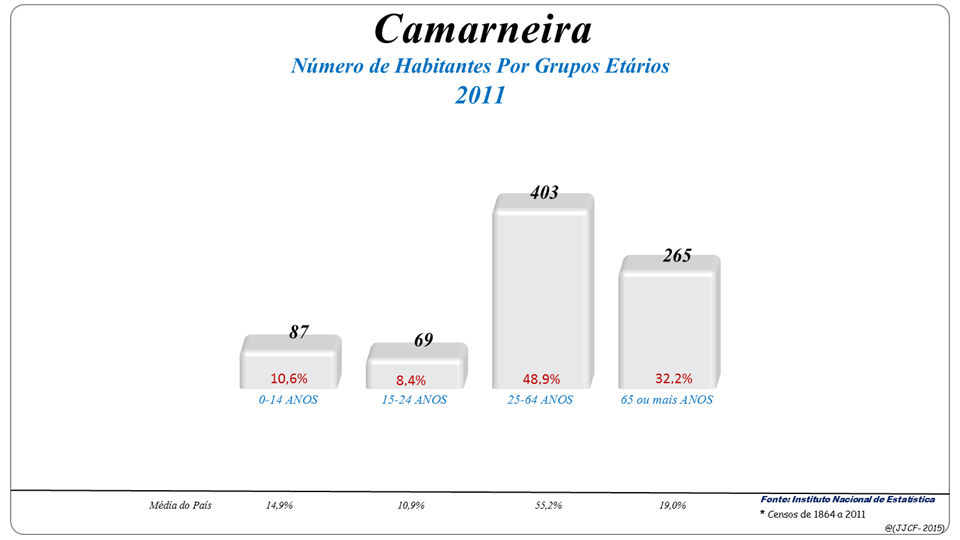
Grupos Etários (2001 e 2011)

Criada pela Lei nº 51-B/93, de 9 de Julho, com lugares desamexados da freguesia de Covões

## História
A agricultura e o pequeno comércio são as principais fontes de rendimento da população. Outrora realizava-se uma importante feira quinzenal, conhecida por “Feira dos Bois”. Com a entrada na União Europeia e mudanças na economia, a feira deixou de ter relevância comercial, contudo a localidade registou uma época de desenvolvimento. Em meados do século vinte verificou-se um crescimento de associações desportivas e culturais. Foi então que se fundou-se a União Camarneirense, o primeiro clube da localidade. Deste se fizeram dois grupos subsidiários, o recreativo e o cénico.

## Património
- Igreja Paroquial de Nossa Senhora dos Milagres (matriz)
- Cruzeiro da Camarneira
- Monumento ao Emigrante (Camarneira)
- Capela de Nª Srª Boa Viagem (Campanas)
- Capela de Nª Srª da Boa Sorte (Quinta do Cedro)
- Capela de Nª Srª dos Milagres (Carmarneira)
- Capela da Rainha Santa Isabel (Carvalheira)